# 留村駅
留村駅（りゅうそんえき、中国語：留村站、英語：Liucun Station）は河北省石家荘市裕華区にある石家荘地下鉄1号線の駅。2017年6月26日に、1号線の開業とともに供用開始された。今後、6号線と乗り換えが可能となる予定。

## 位置
留村駅は石家荘市裕華区の長江大道と天山大街の交差点の東側にある。

## 駅構造
相対式ホーム2面2線の地下駅。
| 地上     | 出入口       | A—D出入口                              |
| 地下一階 | 駅ロビー     | 切符売り場                             |
| 地下二階 | 相対式ホーム | 相対式ホーム                           |
| 地下二階 | 線路         | ■1号線 西王方面 （次の駅：白仏駅）     |
| 地下二階 | 線路         | ■1号線 福沢方面 （次の駅：火炬広場駅） |
| 地下二階 | 相対式ホーム |                                        |

## 出入口
出入口は4つ使用されている。
| 出入口番号 | 出入口がある場所、その周辺                     |
| ---------- | ---------------------------------------------- |
| 出口 · A   | 長江大道（北側）、天山大街（東側）、留村       |
| 出口 · B   | 長江大道（南側）、天山大街（東側）、天山世界   |
| 出口 · C   | 長江大道（南側）、天山大街（西側）             |
| 出口 · D   | 長江大道（北側）、天山大街（西側）、天山海世界 |

## 隣の駅
石家荘地下鉄
■1号線
白仏駅 - 留村駅 - 火炬広場駅